# Kapu westralica
Kapu westralica är en tvåvingeart som först beskrevs av Christine Lynette Lambkin och Yeates 2003.  Kapu westralica ingår i släktet Kapu och familjen svävflugor. Inga underarter finns listade i Catalogue of Life.